# 兰迪·史密斯 (篮球运动员)
兰迪·史密斯（英語：Randy Smith，1948年12月12日—2009年6月4日），美国NBA联盟前职业篮球运动员。